# سهل نينوى

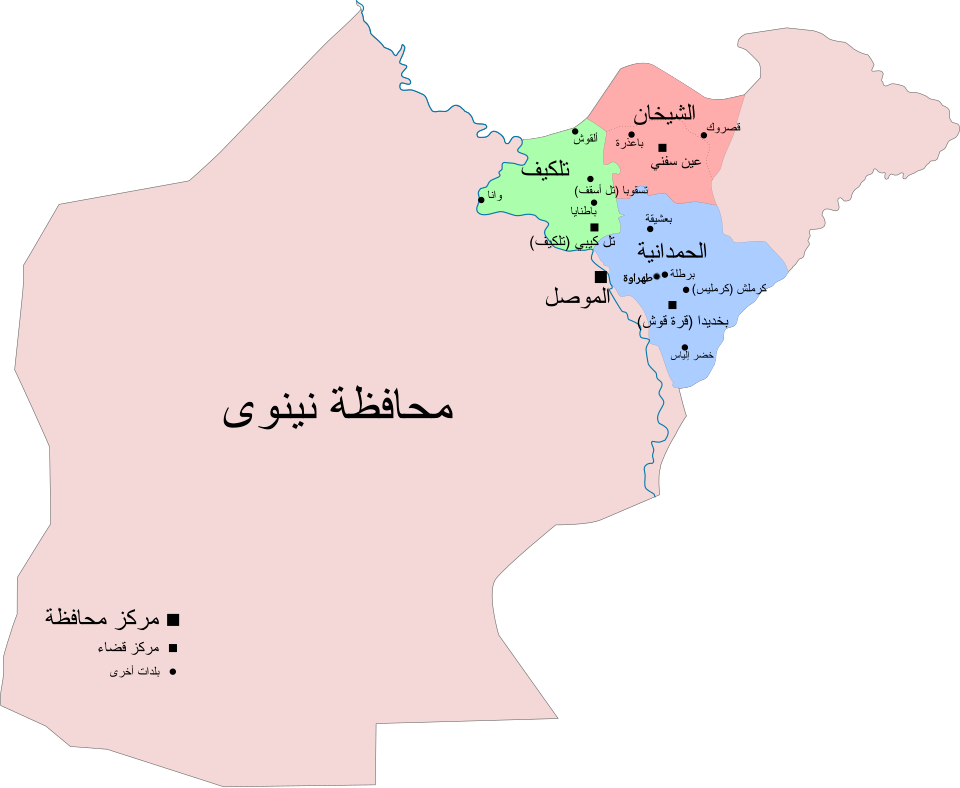
منطقة سهل نينوى

سهل نينوى (بالكردية: ده‌شتا نه‌ینه‌وا، Deşta Neynewa) (بالشبكية: "ولاتي هیمان") (بالسريانية: "ܐܘܠܘܝܐ ܕܢܝܢܘܐ"، "أَولويو دنينوي") هي منطقة جغرافية تابعة لمحافظة نينوى شمال العراق إلى شمال وغرب مدينة الموصل. وتتألف من ثلاث أقضية هي الحمدانية والشيخان وتلكيف. ويعدّ السهل الموطن التاريخي للشبك ولمسيحيي العراق وما يزال بها تواجد مسيحي مكثف إلى جانب تواجد اليزيديين والتركمان والشبك والعرب. إلا أن الاحتلال الأميركي وما تلاه من مظاهر الإرهاب عام 2014 ساهم في تناقص أعدادهم وهجرتهم.
يتركز متحدثو اللغة السريانية في العراق في هذه المنطقة بشكل خاص، كما أن هناك تواجد للكنائس العراقية الرئيسية في هذه المنطقة وهي الكنيسة الكلدانية الكاثوليكية والكنيسة السريانية الأرثوذكسية والكنيسة السريانية الكاثوليكية وكنيسة المشرق القديمة وكنيسة المشرق الآشورية. وبناء على هذا فقد سمحت الحكومة العراقية باستخدام اللغة السريانية في هذه المنطقة في مجالات التعليم وغيرها كاللافتات العمومية. كما يتواجد في المنطقة عدد من أبناء الديانات الأخرى مثل اليزيديين والشبك والمسلمين. تحولت منطقة سهل نينوى إلى نقطة تجمع مسيحيي العراق بعد فرارهم من المناطق الساخنة في بغداد وجنوب ووسط العراق وذلك لأنها المنطقة الوحيدة في العراق ذات الغالبية المسيحية.
تعدّ هذه المناطق من المناطق المتنازع عليها بحسب المادة 140 من الدستور العراقي لسنة 2005. كما شهدت السنوات الأخيرة دعوات من بعض الساسة بإقامة منطقة حكم ذاتي أو محافظة خاصة بالأقليات في هذه المنطقة وخصوصاً بعد تزايد حدة الهجمات عليهم في مدن عراقية أخرى. وقد خرج محافظ الموصل أثيل النجيفي معارضا لهذه الدعوات قائلا «الذين يدعون إلى هذه الفكرة يحاولون الإضرار بالمجتمع المسيحي بصورة كبيرة جدا».

## السكان
يتمركز تواجد الكلدان في قضاء تلكيف حيث تنتشر عشرات البلدات والقرى في الطريق الواصل بين الموصل ودهوك، حيث تعدّ تلكيف من أكبر تلك البلدات بينما تمتاز ألقوش بتاريخها القديم ومركزها الديني بالنسبة لكنيسة المشرق الآشورية ومن ثم الكنيسة الكلدانية لاحقا. وينتشر السريان الكاثوليك والأرثوذكس في قضاء الحمدانية وخاصة ببلدات بغديدا وبرطلة وعلى سفوح جبل الألفاف حيث يقع دير مار متي. كما يشكلون نسبة كبيرة في بلدة بعشيقة. أما أبناء كنيسة المشرق الآشورية فيكثر وجودهم في بعد قرى قضائي تلكيف والشيخان.
وينتشر اليزيديون خصوصا في قضاء الشيخان في بلدات عين سفني وقصروك وباعذرة كما يشكلون نسبة كبيرة من سكان بلدة بعشيقة.
بالإضافة لذلك هناك كذلك تواجد للشبك في قرى وتجمعات صغيرة بقضاء الحمدانية. كما هناك تواجد للأكراد والعرب كذلك.

## الجغرافيا
تعدّ منطقة سهل نينوى سهلا طبيعيا بين نهري دجلة إلى الغرب والزاب الكبير إلى الشرق. وتشتهر بخصوبة أراضيها التي تشتهر بزراعة الحنطة والشعير. كما يوجد في المنطقة عدة مرتفعات جبلية وتلال لعل أشهرها جبل الألفاف وجبل مار دانيال التي اشتهرت بسكانها ورهبانها منذ دخول المسيحية إلى المنطقة في القرن الثالث الميلادي.
ومن أهم البلدات في المنطقة:
- بغديدا
- تلكيف
- ألقوش
- عين سفني
- برطلة
- طهراوه
- بعشيقة
- كرمليس
- تللسقف
- شرفية
- الدراويش

## حشد الشبك وبابليون في سهل نينوى[6]
يُعد سهل نينوى من أبرز المناطق المتنازع عليها بين الحكومة الاتحادية العراقية وإقليم كردستان، وقد أصبح منذ عام 2014 مسرحًا لنشاط العديد من الفصائل المسلحة. من بين أبرز هذه الفصائل:
- لواء الشبك، ويُعرف باسم "الحشد الشبكي"، ويضم مقاتلين من الطائفة الشبكية التي تسكن المنطقة، ويتخذ من بلدات مثل برطلة وبعشيقة قواعد رئيسية له.
- بابليون، وهو فصيل مسيحي مسلح تابع للحشد الشعبي، تأسس بقيادة ريان الكلداني، ويتمركز في مناطق ذات أغلبية مسيحية مثل الحمدانية وتلكيف وقرقوش.

وقد أثار تواجد هذين الفصيلين في سهل نينوى جدلًا سياسيًا محليًا ودوليًا، خاصة في ظل مطالبات من قبل مكونات المنطقة بضرورة سحب الفصائل المسلحة وإيكال الأمن إلى قوات محلية أو اتحادية، وسط اتهامات متبادلة بالتضييق على السكان الأصليين والتدخل في التوازن الديمغرافي والسياسي للمنطقة.
ويُشار إلى أن الولايات المتحدة كانت قد أعربت عن قلقها من النفوذ المتزايد لبعض الفصائل المرتبطة بإيران في هذه المناطق، وألمحت إلى إمكانية إعادة النظر في سياساتها تجاه الملف الأمني في نينوى.